# Otto Hernández Pieretti
Otto Hernández Pieretti (Barcelona, Estado Anzoátegui, 14 de marzo de 1931) fue un médico cardiólogo, investigador y político venezolano.

## Biografía
Otto Hernández Pieretti nació en la ciudad de Barcelona, se graduó de pregrado en Educación Superior, medicina (1954), Medicina Interna (1955) y Cardiología (1960) y para 1961 obtuvo el doctorado en ciencias médicas en la Universidad Central de Venezuela. Luego, en Londres completó una especialidad en el National Heart Hospital Institute of Cardiology, viajando de vuelta a Venezuela donde ejerce cardiología y Jefe de Cátedra en el Hospital Vargas hasta 1983. 

## Profesional
Hernández Pieretti fue pionero en tecnología cardiovascular diangóstica y terapéutica: realiza las primeras arteriografías coronarias en Venezuela en 1967, los primeros cateterismos trans-septales, los primeros estudios ecocardiográficos (1974), los primeros casos de Angioplástias Transluminal Coronarias (1980) y los primeros casos de Marcapasos secuenciales A-V en Venezuela y Latinoamérica (1970). 
Entre 1985 y 1987 Hernández Pieretti ocupó el cargo de ministro de Sanidad y Asistencia Social, durante el gobierno de Jaime Lusinchi. Hernandez fue autor de más de 200 trabajos publicados en revistas médicas nacionales e internacionales sobre cardiología.